# Anders Neglin
Anders Yngve Neglin, född 21 mars 1954 i Helsingborgs Gustav Adolfs församling, Malmöhus län är en svensk musiker, som bland annat har skrivit signaturmusiken till flera svenska TV-program, exempelvis Rederiet, Varuhuset, Dokument utifrån och Vetenskapens värld.
Neglin har 20 års erfarenhet av konserterande. Han har arbetat med bland andra Agnetha Fältskog, Gunilla Backman och Peter Jöback.
1998 släppte han albumet Stockholmsmusiken – En hyllning till världens vackraste huvudstad.

## Priser och utmärkelser
- 1988 – Johnny Bode-stipendiet